# Calamagrostis teretifolia
Calamagrostis teretifolia är en gräsart som beskrevs av Simon Laegaard. Calamagrostis teretifolia ingår i släktet rör, och familjen gräs. IUCN kategoriserar arten globalt som sårbar. Inga underarter finns listade i Catalogue of Life.